# Lumière sur la piazza
Pour plus de détails, voir Fiche technique et Distribution.
Lumière sur la piazza (Light in the Piazza) est un film américain réalisé par Guy Green, sorti en 1962.

## Fiche technique
- Titre : Lumière sur la piazza
- Titre original : Light in the Piazza
- Réalisation : Guy Green
- Scénario : Julius J. Epstein d'après une histoire de Elizabeth Spencer
- Production : Arthur Freed (non crédité)
- Société de production : Metro-Goldwyn-Mayer
- Musique : Mario Nascimbene
- Photographie : Otto Heller
- Montage : Frank Clarke
- Direction artistique : Frank White
- Costumes : Christian Dior (pour Olivia de Havilland) et Dolly Smith
- Pays de production : États-Unis
- Langue : anglais
- Format : Couleurs (Metrocolor) - Son : Mono (Westrex Recording System)
- Genre : Drame
- Durée : 102 minutes
- Dates de sortie : 
  - États-Unis : 7 février 1962 New York
  - États-Unis : 9 février 1962

## Distribution
- Olivia de Havilland : Meg Johnson
- Rossano Brazzi : Signor Naccarelli
- Yvette Mimieux : Clara Johnson Naccarelli
- George Hamilton : Fabrizio Naccarelli
- Isabel Dean : Miss Hawtree
- Moultrie Kelsall : Le ministre
- Nancy Nevinson : Signora Naccarelli
- Barry Sullivan : Noel Johnson